# Kingsley Davis
Kingsley Davis (Condado de Jones, Texas, 20 de agosto de 1908 - Stanford, California, 27 de febrero de 1997) fue un demógrafo y sociólogo estadounidense considerado por la American Philosophical Society como uno de los científicos sociales más destacados del siglo XX. Fue investigador en la Hoover Institution. Dirigió numerosos estudios demográficos y sociales en Europa, América del Sur, África y Asia,

## Datos biográficos y académicos
Davis se doctoró en la Universidad Harvard y fue profesor en el Smith College, la Universidad Clark, la Pennsylvania State University, la Universidad de Princeton, la Universidad de Columbia, la Universidad de California en Berkeley y la University of Southern California.
Kingsley Davis fue internacionalmente reconocido como demógrafo experto en crecimiento de la población y recursos, historia y teoría de las migraciones humanas internacionales, urbanización del mundo, transición demográfica y políticas sobre población.
K. Davis fue presidente de la Population Association of America; presidente de la American Sociological Association; representante de Estados Unidos en la United Nations Population Commission; miembro de Advisory Council de la National Aeronautics and Space Administration y miembro del Advisory Committee on Population for the U.S -Oficina del censo (Bureau of the Census)-. Fue, en 1966, el primer sociólogo en los Estados Unidos elegido como miembro de la United States National Academy of Sciences.
Davis logró en 1978 el Premio Irene B. Taeuber (Irene B. Taeuber Award) por sus proyectos de investigación en demografía, el Premio Common Walth (Common Wealth Award) en 1979 por sus trabajos en sociología y en 1982 el Career of Distinguished Scholarship Award de la American Sociological Association.

## Aportes de Kingsley Davis a la demografía

### Explosión demográfica y crecimiento cero
A Kingsley Davis se le reconoce como el creador del término explosión demográfica (population explosión) y el término crecimiento cero de la población (zero population growth), este último reclamado por George Stolnitz.

### Teoría de la transición demográfica
Se considera que Davis tuvo un papel importante en la denominación y desarrollo de la conocida como teoría de la transición demográfica.

### Justificación de la desigualdad social
K. Davis contribuyó decisivamente a la teoría funcionalista de las clases sociales. Davis, defensor de la limitación de la procreación en todo el mundo, tuvo, sin embargo, varios hijos. Publicó un importante artículo junto con Wilbert E. Moore titulado Algunos principios de la estratificación (Some Principles of Stratification) que constituyó un hito dentro del funcionalismo ya que explicaba las razones de razones de la desigualdad social. Davis y Wilbert Moore sintetizan las doctrinas de Emile Durkheim y Talcott Parsons para defender la denominada Hipótesis Davis-Moore de la necesidad funcional de la desigualdad social: los mejores sueldos y beneficios deben destinarse a las personas con mayores méritos, al mismo tiempo, esa recompensa diferencial serviría de motivación y justificación para que otras personas cubran los puestos peor retribuidos. Desde esta perspectiva, con claras raíces en el darwinismo social[cita requerida], la enfermedad es un estado anormal, ya que significa que el individuo no es capaz de desempeñar su papel social. Los sociólogos ven este artículo como un caso paradigmático de la lógica funcionalista, y de hecho, Davis llegó a ser una figura destacada en la escuela funcionalista de sociología.

### Incompatibilidad entre familia y mercado
John MacInnes señala que en la obra de Kingsley Davis de 1937 Reproductive Institutions and the Pressure for Population se recogen argumentos antes expuestos por otros autores (Ogburn, 1933; Dealey, 1912 y Wirth, 1937) en los que se expone los objetivos incompatibles entre familia y mercado. La sociedad moderna y su industrialismo exigen una alta movilidad, urbanización, racionalidad, una división impersonal y muy extendida del trabajo que no podía ser compatible con la familia como institución clave del periodo anterior que denomina familismo.
Según MacInnes Davis propuso unos sesenta años antes que el sociólogo Anthony Giddens —este último lo hizo en 1992— las ideas claves de la transformación de la familia y de la intimidad:
- 1 - el declive del sexo reproductivo y su reemplazo por el sexo por placer o plástico,
- 2 - el declive del matrimonio y su poder de regular el sexo,
- 3 - el ascenso de la importancia social de los sentimientos y su discusión abierta y en público, incluso entre miembros de una pareja,
- 4 - el declive del estatus sexual (el poder patriarcal o patriarcado)
- 5 - el desarrollo de relaciones ‘democráticas’ o ‘puras’.

La llegada inesperada -y aunque pasajera con el paso del tiempo- del baby boom en los años 40 y 50 en Estados Unidos hizo que Davis abandonara estos análisis sociológicos que mostraban relaciones más complejas entre familia, mercado, industria y fecundidad. Cuando en los años ochenta aparecieron de nuevo los niveles bajos de fecundidad Davis recuperó sus argumentos
originales:

The fundamental principle of the family is ascription of status. ... The principle of industrial society is the opposite. By rewarding people for achievement, for what they do rather than who they are, industrialism generates competition and mobility. ... Replacement of population however - at least insofar as it depends on biological motives - has not been “industrialized”. It has been left to the family ... In a sense, then, industrial societies have left the important function of population replacement to a unit that is not only alien in principle to industrialism but which is vestigial, a social fossil. ... But of late the encroachments of modernity have so demoralized the family that it is failing to fulfill its reproductive function.

### Predicciones sobre la población del mundo
En 1957, Davis predijo que la población del mundo alcanzaría los 6.000 millones de personas en el año 2000, cifra que se alcanzó en octubre de 1999.

## Publicaciones
Kingsley Davis fue un prolífico escritor que publicó numerosos artículos académicos, libros y capítulos de libros.
Artículos
- 1945 - 1945, K. Davies & W.E. Moore, Some Principles of Stratification, Vol 10, Issue 2

Libros
- "Youth in the Depression" (University of Chicago Press, 1935)
- "World Population in Transition" (American Academy of Political and Social Science, 1945)
- "Human Society" (MacMillan, 1949)
- "Modern Society" (Rinehart, 1949)
- "The Population of India and Iraq" (Princeton University Press, 1951)
- "Population and Progress in Haiti" (Council on Foreign Relations, 1951)
- "The American Class Structure" (with J. Kahl; Rinehart, 1959)
- "A Structural analysis of Kinship" (Arno, 1960)
- "India's Urban Future" (with R. Turner; University of Michigan, 1961)
- "Population Policy and Economic Development" (Stanford Research Institute, 1961)
- "The psychology of Human Fertility" (Basil Blackwell, 1963)
- "The Population Impact on Children in the World's Agrarian Countries" (Institute of International Studies, 1965)
- "Cities" (Knopf, 1965)
- "California's Twenty Million" (with F. Stylkes; University of California, 1971)
- "World Urbanization 1950-1970" (Institute of International Studies, 1972)
- "Cities: Their Origin, Growth and Human Impact" (Freeman, 1973)
- "Below Replacement Fertility in Industrial Societies" (with others; Cambridge University Press, 1987)
- "Population and Resources in a Changing World" (with others; Morrison Institute for Population and Resource Studies, 1989)
- "Resources, Environment, and Population" (with M. Bernstan; Oxford University Press, 1991"

David escribió en "Scientific American", "Science", "New York Times Magazine", "Commentary", "Foreign Affairs" y otros periódicos.